# Takeshita-dōri
Takeshita-dōri (竹下通り?, Takeshita-dōri) è una strada pedonale dello shopping fiancheggiata da boutique di moda, caffè e ristoranti nel quartiere di Harajuku a Tokyo, in Giappone.
I negozi su alla Takeshita includono catene importanti come The Body Shop, McDonald's e 7-Eleven, ma la maggior parte delle aziende sono piccoli negozi indipendenti che vendono una vasta gamma di stili. I negozi su questa strada sono spesso quotati per le mode più ampie, e alcuni sono noti come "negozi antenna", on prodotti adatti per testare l'interesse degli acquirenti.
Situata proprio di fronte all'uscita della stazione di Harajuku, JR East, Takeshita-dori è molto popolare tra i giovani adolescenti, in particolare quelli che visitano Tokyo durante le vacanze scolastiche, o i giovani locali che acquistano piccoli oggetti "carini" nei fine settimana.

## Storia
Takeshita-dori era un luogo affidabile in cui acquistare falsi prodotti di marca giapponesi e americani fin dai primi anni '90 fino al 2004. Dal 2004, una forte posizione del governo metropolitano sui prodotti contraffatti ha portato a una diminuzione di tali articoli disponibili al pubblico.

### Attacco con veicolo del 1º gennaio 2019
Durante la prima mattina del 1º gennaio 2019, un uomo di 21 anni di nome Kazuhiro Kusakabe ha guidato la sua minicar nella folla che celebrava il capodanno in Takeshita-dori. L'uomo sosteneva che le sue azioni erano un attacco terroristico e in seguito affermò che la sua intenzione era quella di vendicarsi contro l'uso della pena di morte. L'uomo ha tentato di fuggire ma è stato presto arrestato dalle autorità in un parco vicino.